# Colin Lindsay (3e comte de Balcarres)
Colin Lindsay, 3e comte de Balcarres (1652-1722) est un aristocrate et homme politique écossais, l'un des plus importants partisans de Jacques II d'Angleterre.

## Biographie

### Jeunesse
Colin Lindsay est baptisé à Kilconquhar le 23 août 1652, deuxième fils survivant d'Alexander Lindsay (1er comte de Balcarres) et de sa femme, Lady Anna Mackenzie, fille et cohéritière de Colin Mackenzie (1er comte de Seaforth) (en) .
Il hérite du comté, encore enfant, à la mort, à l'âge de douze ans, de son frère Charles, second comte, le 15 octobre 1662. En 1670, à l'âge de seize ans, il est présenté à la cour par son cousin le duc de Lauderdale, lorsque Charles II, en partie parce qu'il se prend d'affection pour lui personnellement, et en partie en reconnaissance des services de son père, lui confie le commandement d'une sélection troupe de cavalerie composée de gentilshommes. Peu de temps après, il épouse Mademoiselle Mauritiade Nassau, sœur de Lady Arlington et de la comtesse de Nassau, et fille de Louis de Nassau, comte de Beverwaert et d'Auverquerque de la République hollandaise ; mais lors de la cérémonie, il aurait placé un deuil au lieu d'une alliance au doigt de la mariée. On dit qu'elle a pris le mauvais présage à cœur et qu'elle est morte en moins d'un an. Après sa mort, il prend la mer avec le duc d'York (le futur Jacques II d'Angleterre), sous lequel il se distingue à la bataille de Solebay, le 28 mai 1672 .

### Second mariage et charges publiques
En 1673, il épouse lady Jean Carnegie, fille aînée de David Carnegie (2e comte de Northesk) (en), et encourant ainsi le mécontentement du roi, qui lui fut interdit de paraître à la cour. Se retirant à la campagne, il occupe ses loisirs à étudier. À la mort de sa femme, six ans plus tard, il est autorisé à revenir à la cour, et le 3 juin 1680 est nommé conseiller privé et en 1682 shérif de Fife . Avec Claverhouse il prend des mesures actives contre les covenanters dans le Fife et en janvier 1686 obtient une commission pour tenir avec lui une cour de justice pour leur procès .

### Règne de Jacques II
Après l'avènement de Jacques II, Balcarres est, le 3 septembre 1686, nommé commissaire au trésor, et en 1688 est nommé Lord-lieutenant du Fife. Le roi lui fait tellement confiance que, lorsque le projet de descente du prince d'Orange est connu, le chancelier, Lord Perth, reçoit l'ordre de se fier à ses conseils et à ceux du comte de Cromarty pour les mesures à adopter pour la défense de l’Écosse. Lord Melfort, secrétaire d'État, cependant, qui est jaloux de l'influence de Balcarres, rejette son plan de défense comme étant trop coûteux, et il est plutôt déterminé à envoyer les forces alors disponibles en Écosse vers le sud. Balcarres, quant à lui, est envoyé par le conseil privé écossais en Angleterre pour recevoir de nouvelles instructions et réussit à atteindre Londres .
Après le retour du roi de Faversham, Balcarres, avec John Graham (1er vicomte de Dundee), le sert le matin du 17 novembre dans sa chambre à Whitehall. À la demande du roi, ils l'accompagnent dans une promenade dans The Mall, quand, ayant exprimé sa détermination définitive à quitter le pays, il déclare qu'à son arrivée en France il enverrait à Balcarres une commission pour gérer ses affaires civiles, et Dundee une autre pour commander les troupes en Écosse .
Après la fuite du roi, Balcarres sert le prince d'Orange, dont il était auparavant connu par sa première épouse, la cousine du prince. Tout en exprimant son respect pour le prince, Balcarres refuse d'agir contre le roi, sur quoi le prince l'avertit du danger qu'il court s'il transgresse la loi. Avec Dundee, Balcarres est autorisé à retourner en Écosse et ils arrivent à Édimbourg vers la fin de février 1689 .
Le duc de Gordon négocie déjà la reddition du château, lorsque Balcarres et Dundee l'attendent et le persuadent de tenir jusqu'à ce qu'il comprenne ce que la Convention des États a l'intention de faire. Lors de la capture d'un messager d'Irlande avec des lettres à Balcarres du roi, Balcarres est retenu dans son propre logement . Sa demande d'autorisation de vivre en Angleterre est refusée, et en raison de nouvelles lettres compromettantes que Melfort lui a envoyées, il est enfermé pendant quatre mois dans la prison commune d'Édimbourg. Peu de temps après sa libération, il se lie au complot de Montgomery pour la restauration de Jacques II, et lors de sa découverte en 1690, il quitte le pays .

### En exil
Il débarque à Hambourg, et alors qu'il se rend en République hollandaise, par la Flandre, est capturé par un groupe de bandits, qui acceptent cependant de le libérer contre paiement de cent pistoles, qu'il réussit à obtenir des jésuites du Collège anglais de Douai. Il se rend à Saint-Germain, où il est bien reçu par Jacques, à qui il présente ses Mémoires touchant la Révolution. À cause des fausses déclarations de Melfort et d'autres, il juge cependant nécessaire, après six mois à Saint-Germain, de quitter la cour et se rend dans le sud de la France. De là, il envoie une lettre d'expostulation à Jacques. Finalement, le roi exilé l'invite à revenir ; mais il juge l'acceptation de l'invitation peu judicieuse alors que les anciens favoris sont au pouvoir et, après un séjour d'un an en France, s'installe finalement avec sa famille à Utrecht. Il y fait la connaissance de Pierre Bayle, Leclerc et d'autres savants .

### Retour en Ecosse
En fin de compte, grâce à l'entremise de William Carstares et du duc de Queensberry, qui écrit de lui avec pitié, comme un « exemple de la folie du jacobitisme », il est autorisé vers la fin de 1700 à retourner en Écosse. Il est maintenant dans une situation très appauvrie, et bien que le duc de Marlborough, un vieil ami et compagnon, obtient pour lui un loyer de 500 £ par an pendant dix ans sur les terres de la couronne des Orcades, il est contraint par ses besoins, avant l'expiration des dix ans, de vendre ses droits. Dans son extrémité, il écrit à la reine Anne pour lui demander le rétablissement de sa pension de 1 000 livres sterling par an, dont il a été privé à la révolution, et selon toute probabilité une allocation lui est faite .
Il est nommé conseiller privé en avril 1706 et soutient l'union avec l'Angleterre en 1707. Mais en 1715, il ne peut résister à l'invitation de rejoindre l'étendard du prince jacobite, et il est l'un de ses partisans les plus zélés. À l'effondrement de la rébellion, il est convenu, grâce à l'intervention amicale d'Argyll et de Marlborough, qu'à sa reddition, il serait envoyé dans sa propre maison à Balcarres. Il y reste prisonnier sous la garde d'un seul dragon jusqu'à l'indemnité .
Il y passe le reste de sa vie à la retraite, trouvant un réconfort à ses malheurs dans son amour de l'art et des lettres. Il récupère une bonne position financière au point de pouvoir acheter plusieurs bons tableaux des maîtres hollandais et d'autres, d'agrandir considérablement à sa bibliothèque, et aussi de fonder le village qu'il nomme d'après lui-même Colinsburgh . Il meurt à Balcarres en 1722, et y est enterré dans la chapelle privée de la famille .

## Descendance et succession
Par sa seconde épouse, Lady Jean Carnegie, Balcarres a une fille Anne, mariée à Alexander, comte de Kellie, puis à James Seton, 3e vicomte de Kingston.
De sa troisième épouse, Lady Jean Ker, fille unique de William Ker, il a un fils Colin, Lord Cumberland, maître de Balcarres, décédé célibataire en 1708, et une fille Margaret, qui épouse John, comte de Wigton.
De sa quatrième épouse, Lady Margaret, fille aînée de James Campbell, 2e comte de Loudoun, il a sept enfants, dont quatre lui survivent - deux fils, Alexander et James, et deux filles, Eleanor, mariée à l'hon. James Fraser de Lonmay, Aberdeenshire, troisième fils de William Fraser (12e Lord Saltoun) (en), et Elizabeth, décédée célibataire.

## Sources
- Lord Lindsay, La vie des Lindsay
- Préface de Lord Lindsay à Balcarres, Mémoires (Bannatyne Club)
- Napier, Mémoriaux du vicomte Dundee
- WA Lindsay, Lindsay Pedigree, au College of Arms
- La pairie écossaise de Sir Robert Douglas ( John Philip Wood ), i 169-71. ]
- Paul Hopkins, « Lindsay, Colin, troisième comte de Balcarres (1652-1721) », Oxford Dictionary of National Biography, Oxford University Press, septembre 2004 ; édition en ligne, janvier 2007, consulté le 26 octobre 2008